# Narodni park gorovja Ruvenzori
Narodni park gorovje Ruvenzori je narodni park v gorovju Ruvenzori v Ugandi. Skoraj 1000 km² velik park ima tretji najvišji gorski vrh v Afriki ter številne slapove, jezera in ledenike. Park je znan po čudovitem rastlinstvu. Je na Unescovem seznamu svetovne dediščine.

## Zgodovina
Narodni park gorovja Ruvenzori je bil ustanovljen leta 1991. Zaradi svoje izjemne naravne lepote je bil leta 1994 vpisan za Unescov seznam svetovne dediščine. Uporniške milice so od leta 1997 do junija 2001 zasedle Ruvenzori. Park je bil med letoma 1999 in 2004 vpisan na Unescov seznam ogrožene svetovne dediščine zaradi negotovosti in pomanjkanja virov v parku.

## Geografija
Narodni park gorovje Ruvenzori je v jugozahodni Ugandi na vzhodni strani zahodne (Albertove) riftne doline. Leži ob meji Ugande z Demokratično republiko Kongo in meji na narodni park Virunga v DR Kongo, ki je tudi na Unescovem seznamu svetovne dediščine, v dolžini 50 km. Pokriva dele okrožij Bundibugyo, Kabarole in Kasese, 25 km od majhnega mesta Kasese. Velik je 996 kvadratnih kilometrov, od tega 70 odstotkov presega nadmorsko višino 2500 metrov. Park je dolg 120 kilometrov in širok 48 kilometrov.
Park vključuje večino središča in vzhodno polovico gorovja Ruvenzori, gorovja, ki se dviga nad suhimi ravnicami, ki so severno od ekvatorja. Te gore so višje od Alp in so prekrite z ledom. Mount Stanley je v parku. Margherita Peak, eden od dvojnih vrhov Mount Stanleyja, je tretji najvišji vrh Afrike z višino 5109 metrov. V parku sta tudi četrti in peti najvišji vrh Afrike (Mount Speke in Mount Baker). Park ima ledenike, snežna polja, slapove in jezera ter je eno najlepših gorskih območij Afrike.

## Varstvo in turizem
Park je v lasti ugandske vlade prek nacionalnih parkov Ugande. Je zaščiten, čeprav ima upravni odbor pravico odobriti izkoriščanje naravnih virov v njem. Kasese, ki stoji 437 km zahodno od glavnega mesta Ugande Kampala, predstavlja vhod v park. Mesto ima hotele in prenočišča, v parku pa so kraji za kampiranje, dobra mreža poti in koče za pohodnike. Park ima pohodniške in plezalne poti, številne z nenavadno pokrajino. Najbolj priljubljen treking je sedemdnevni krog po parku.

## Biotska raznovrstnost
V parku je veliko vrst, ki so endemične za sistem Albertove riftne doline, med njimi več ogroženih vrst. Ima veliko raznolikost rastlin in dreves. Park je znan po svoji flori, ki je bila opisana kot ena najlepših na svetu. V parku je pet različnih vegetacijskih con, ki so omejene na višinske pasove. Tudi favna variira z nadmorsko višino. Med vrstami so Afriški gozdni slon, vzhodni šimpanz, pečinarji, navadna gvereza, L'Hoestova opica, ruvenzorijski duiker in ruvenzorijski turako (Gallirex johnstoni).

## Galerija

### Fauna
- afriški gozdni slon (Loxodonta cyclotis)
- južni drevesni pečinar (Dendrohyrax arboreus)
- vzhodni šimpanz (Pan troglodytes schweinfurthii)
- gvereza (Simia polycomos)
- L'Hoestova opica (Allochrocebus lhoesti)
- ruvenzorijski turako (Gallirex johnstoni)

### Flora
- Scadoxus cyrtanthiflorus (kulturna rastlina)
- Scadoxus cyrtanthiflorus, detajl socvetja (Amaryllidaceae)
- Dendrosenecio adnivalis (Asteraceae)
- Hagenia abyssinica (drevo)
- Hagenia abyssinica, anatomski detajl (Rosaceae)
- Symphonia globulifera (drevo)
- Symphonia globulifera, detajl (Clusiaceae)
- Hypericum revolutum v cvetju (Hypericaceae)
- Syzygium guineense (drevo)
- Syzygium guineense, sadež (Myrtaceae)
- Erica arborea zrel primerek
- Erica arborea, detajl (Ericaceae)
- Orjaška vrsta afriškega bambusa Yushania alpina - afriški alpski bambus (Poaceae)